# Zealaranea
Genre
Zealaranea est un genre d'araignées aranéomorphes de la famille des Araneidae.

## Distribution
Les espèces de ce genre sont endémiques de Nouvelle-Zélande.

## Liste des espèces
Selon World Spider Catalog (version 17.0, 28/03/2016) :
- Zealaranea crassa (Walckenaer, 1841)
- Zealaranea prina Court & Forster, 1988
- Zealaranea saxitalis (Urquhart, 1887)
- Zealaranea trinotata (Urquhart, 1890)

## Publication originale
- Court & Forster, 1988 : The spiders of New Zealand: Part VI. Family Araneidae. Otago Museum Bulletin, vol. 6, p. 68-124.